# Ait Said

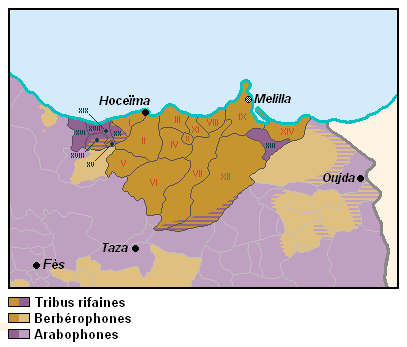
De Ait Said worden aangegeven met VIII.

Ait Said (Berbers: ⴰⵢⵜ ⵙⵄⵉⴷ) is een streek en stam in het Rifgebergte in het noorden van Marokko. Ait Said ligt in de provincie Nador. De bewoners noemen zichzelf Ait Said, hetgeen dat in het Berbers Volk van Saïd betekent.
De Ait Said zijn vooral gevestigd in Dar el Kebdani en enkele andere omliggende dorpjes, waaronder  Amejjaou en Tazaghine. Enkele bekende stranden in de omgeving van Ait Said zijn Sidi Hsain Bohadjoba, Chaabi en Sidi Bou Sied.

## Ait Said in Nederland en België
In Nederland wonen ongeveer 45.000 personen met een Ait Said-achtergrond. Het merendeel woont in Amsterdam, Gouda, Utrecht, Almere, Eindhoven, Helmond, Arnhem, Nijmegen, Culemborg, Weesp, Alphen aan den Rijn en Tilburg. De Ait Said vormen in Nederland, na de Ait Wayagher, de grootste groep Riffijnen. In België is er een gemeenschap in Hasselt.

## Aangrenzende stammen
- Ait Temsamane
- Ait Ourich
- Ibdarsen
- Iqer'iyen

## Geboren
- Mohammed Rasnabe (1972), Marokkaans-Nederlandse crimineel
- Mimoun Oaïssa (1975), Marokkaans-Nederlands acteur